# Roman Lob
Roman Lob, né le 2 juillet 1990 à Düsseldorf en Allemagne, est un chanteur allemand.

## Biographie
Le 16 février 2012, il remporte la finale de l'émission Unser Star für Baku face à Ornella de Santis après 2 mois de compétition sur les chaines Pro7 et NDR. Il est choisi pour représenter l'Allemagne au Concours Eurovision de la chanson 2012 à Bakou, en Azerbaïdjan avec la chanson Standing Still (Encore debout). Il arrive 8e avec un total de 110 points. 
En 2006, Roman Lob avait participé à l'audition de Deutschland sucht den Superstar. Il était arrivé parmi les 20 derniers participants mais n'avait pas été retenu à cause d'un problème sur ses cordes vocales.